# Christian Miguel Pinto
Christian Miguel Pinto Báez (n. Quito, 3 de enero de 1981), a menudo conocido como Miguel Pinto, es un zoólogo ecuatoriano conocido por su trabajo de investigación en roedores, pequeños carnívoros y murciélagos del Neotrópico (en particular en Ecuador, Argentina y Colombia) y sus parásitos. Trabajó como investigador científico en el Departamento de Mammalogía del Museo Americano de Historia Natural hasta que fue expulsado del Smithsonian debido a acusaciones de acoso sexual, en noviembre de 2016, ocupó un puesto de investigación en la Escuela Politécnica Nacional en Quito, Ecuador. 

## Carrera
En 2004, describió la especie de murciélago Lophostoma yasuni del Parque Nacional Yasuní en Ecuador (junto con René M. Fonseca). En 2006, formó parte de un equipo (incluidos Roland Kays, Kristofer M. Helgen, Lauren Helgen, Don E. Wilson y Jesús E. Maldonado) que investigaron sobre un nuevo carnívoro parecido al olingo en los Andes ecuatorianos que fue científicamente descrito como olinguito en 2013. En 2012, recibió la beca Albert R. y Alma Shadle Fellowship En 2013, describió el nuevo sangay Caenolestes zarigüeya de Ecuador.
Pinto ha sido acusado de varios casos de acoso sexual, algunos de los cuales admitió, y como resultado en 2016 fue expulsado de los laboratorios y colecciones del Museo Smithsonian de Historia Natural.